# Vickers Vimy
Виккерс Вими (англ. Vickers Vimy) — британский тяжёлый бомбардировщик периода Первой мировой войны. Созданный в конце войны для стратегических бомбардировок Германии, активного участия в боевых действиях принять не успел. После войны на «Вими» совершен ряд рекордных перелётов, наиболее значимые из которых — первый беспосадочный перелёт через Атлантику и перелёт из Англии в Австралию.

## Модификации
F.B.27 VimyПрототипы с двигателями Hispano-Suiza 8 (200 л.с. / 150 кВт), построено 4.
F.B.27A Vimy IIДвухмоторный тяжёлый бомбардировщик для RAF, двигатели Rolls-Royce Eagle VIII (300 л.с. / 220 кВт).
Vimy AmbulanceСанитарная модификация для RAF.
Vimy CommercialГражданский транспортный самолёт, двигатели Rolls-Royce Eagle VIII, позже Rolls-Royce Eagle IX (360 л.с. / 270 кВт).
A.N.F. 'Express Les Mureaux'Vimy Commercial No.42, британские двигатели заменены на французские 12-цилиндровые Lorraine 12Da (370 л.с. / 280 кВт).

## Тактико-технические характеристики Виккерс Вими IV
Источник данных: 

Технические характеристики
- Экипаж: 3 человека
- Длина: 13,27 м
- Размах крыла: 20,73 м
- Высота: 4,76 м
- Площадь крыла: 122,44 м²
- Масса пустого: 3 230 кг
- Нормальная взлётная масса: 4937 кг
- Максимальная взлётная масса: 5 670 кг
- Силовая установка: 2 ×  Rolls-Royce Eagle Mk. VIII
- Мощность двигателей: 2 × 2 x 360 л.с. (2 × 268 кВт)

Лётные характеристики
- Максимальная скорость: 165 км/ч
- Крейсерская скорость: 131 км/ч
- Практическая дальность: 1 150 км
- Практический потолок: 2 315 м

Вооружение
- Стрелково-пушечное:

3 пулемета .303 Льюис
- Боевая нагрузка: 1 132 кг (2 476 lb)

## Эксплуатанты

### Военные
Великобритания
- ВВС Великобритании (Vimy, Vimy Ambulance и Vernon): эскадрильи 7, 9, 24, 45, 5, 70, 99, 1000, 216, 500, 502.

### Гражданские
Великобритания
- Imperial Airways (Vimy Commercial).
- Instone Air Line (Vimy Commercial).

 Франция
- Grands Express Aériens (Vimy Commercial).

 Испания
- Правительство Испании (Vimy).

 Китайская Республика
- Правительство Китая (Vimy Commercial).

 СССР
- 1 самолёт, предположительно Vimy Commercial.